# Marlies Flesch-Thebesius

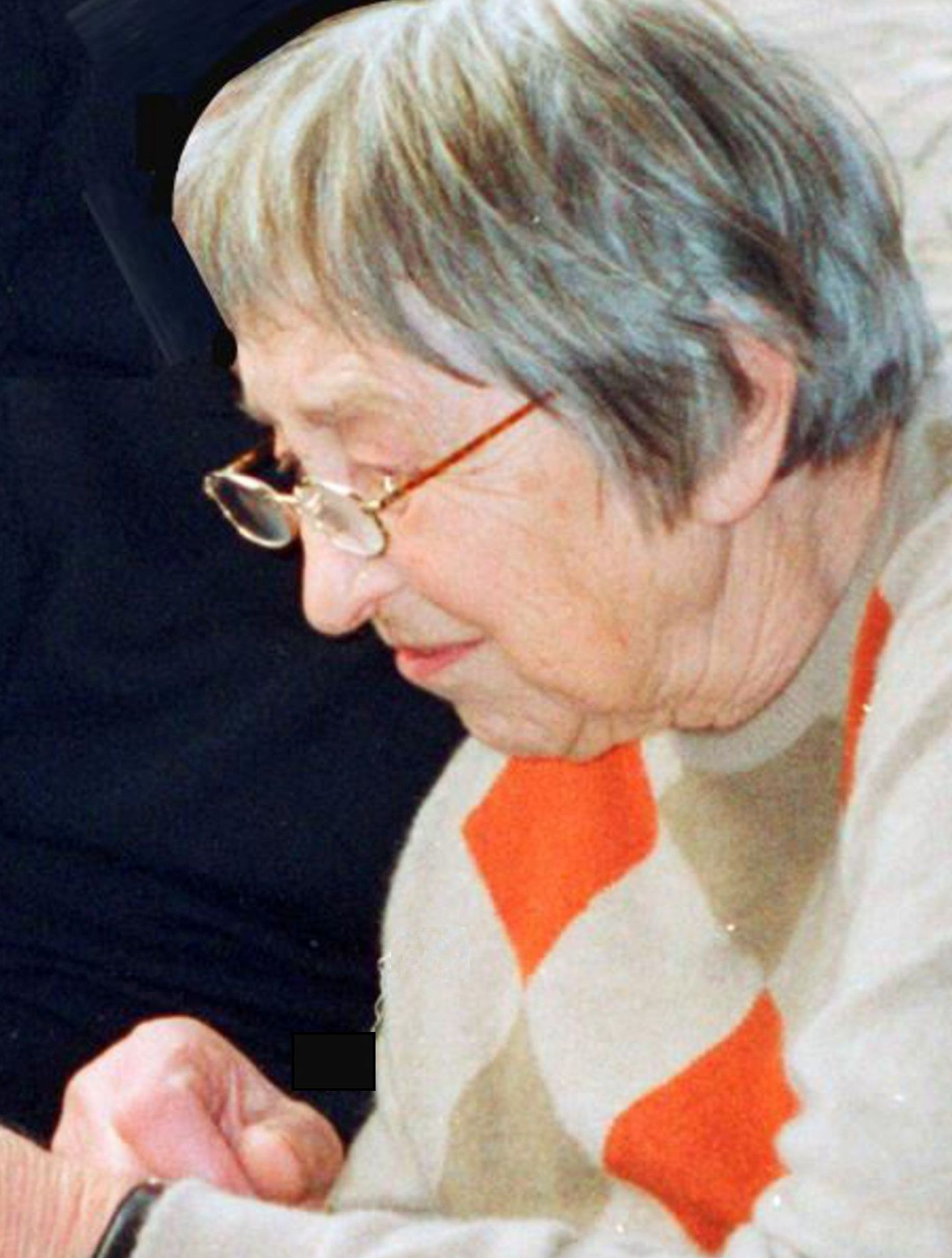
Marlies Flesch-Thebesius, 2004

Marlies Flesch-Thebesius (* 13. März 1920 in Frankfurt am Main; † 31. Dezember 2018 ebenda) war eine deutsche Journalistin, Theologin, evangelisch-lutherische Pfarrerin und Autorin. Sie war die Tochter des Frankfurter Chirurgen und Kommunalpolitikers Max Flesch-Thebesius (1889–1983) sowie von Amelie Flesch (1894–1984).

## Lebensweg

### Familie

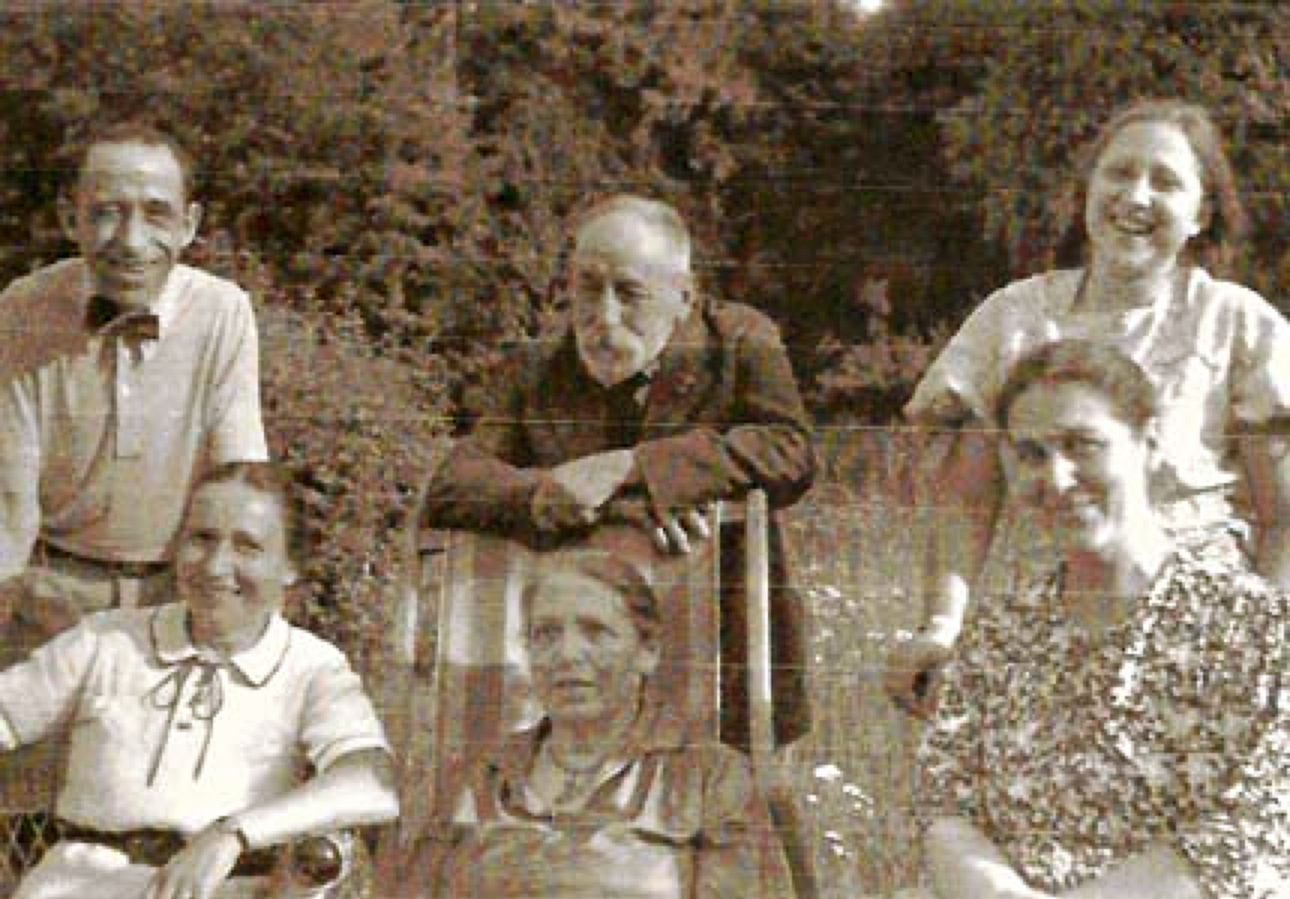
Rechts stehend: Marlies Flesch-Thebesius, links ihre Eltern Max und Amelie; Foto der späten 1930er Jahre

Marlies Flesch-Thebesius war die letzte Namensträgerin zweier seit Jahrhunderten in Frankfurt am Main angesiedelter Familien, einer jüdischen und einer evangelischen. Ihr Großvater war Karl Flesch. Vater und Großvater waren evangelisch getaufte Juden, die auf der Basis ihrer patriotischen Gesinnung ab 1933 versuchten, sich dem Nationalsozialismus anzupassen. Dies musste angesichts der Judenfeindlichkeit des Regimes misslingen; sie wurden ausgegrenzt, bedroht und verfolgt.

### Kindheit und Jugend
Wie zuvor ihre Mutter, besuchte Marlies Flesch-Thebesius die Frankfurter Anna-Schmidt-Schule, ein privates Gymnasium. Ab Herbst 1933, im Alter von 13 Jahren, begann Marlies Flesch-Thebesius ihren Konfirmandenunterricht an der Frankfurter Dreikönigsgemeinde, obwohl die Familie eigentlich zur Lukasgemeinde zählte. Dies war darauf zurückzuführen, dass der Pfarrer der Dreikönigsgemeinde, Martin Schmidt, der gleichzeitig seelsorgerlich für das evangelische Krankenhaus zuständig war, in dem Max Flesch-Thebesius als leitender Chirurg wirkte, sich gegen dessen Entlassung eingesetzt hatte – ohne Erfolg.
Während der Zeit des Kirchenkampfes fand Marlies Flesch-Thebesius einen gewissen Trost in der Haltung des Pfarrernotbundes, der sich gegen die Übernahme des Arierparagraphen vom 5. April 1933 für die Beschäftigten in der Kirche aussprach, weit mehr jedoch in der Haltung der Bekennenden Kirche, die im Frühsommer 1934 gegründet worden war. Im Winter 1934/35 hörte Marlies Flesch-Thebesius an den Sonntagnachmittagen die Reden führender Protagonisten der Bekennenden Kirche in der Frankfurter Paulskirche, darunter mehrere von Martin Niemöller.
Ihre Konfirmation am 31. März 1935 erlebte Marlies Flesch-Thebesius als „schönsten Tag ihres (bisherigen) Lebens“, wie sie damals in ihrem Tagebuch notierte.

### Studium
Nach dem Abitur nahm sie ein Anglistik- und Italienisch-Studium an der Friedrich-Wilhelms-Universität in Berlin auf. Während des Zweiten Weltkrieges war sie als Übersetzerin bzw. Dolmetscherin in Italien tätig.
1957 entschloss sie sich, ein zweites Studium zu beginnen, das der Theologie. Retrospektiv beschrieb sie diese Entscheidung als besten Entschluss ihres Lebens.

### Tätigkeit
Nach Kriegsende wurde sie zunächst Journalistin, womit sie ihren ersten Berufswunsch realisieren konnte. Sie arbeitete bei der Deutschen Nachrichtenagentur (DENA) sowie später bei der Frankfurter Allgemeinen Zeitung und begleitete den Wiederaufbau der Stadt. Dann jedoch entschloss sie sich, ihre Heimatstadt, in der sie und ihre Familie so bekannt waren, zu verlassen. In Hamburg arbeitete sie vier Jahre für das Deutsche Allgemeine Sonntagsblatt, bis sie feststellte, dass ihr ursprünglicher Lebensentwurf – Beruf, Ehe, Kinder – nicht aufzugehen schien, denn eine Liebe hatte sich bislang nicht eingestellt. Sie kehrte der schreibenden Zunft den Rücken und überlegte, künftig ein umfassend religiöses Leben zu führen, beispielsweise in einem Diakonissenhaus oder einer Kommunität.
Nach der Ordination in der Evangelischen Landeskirche in Baden im Jahr 1963 arbeitete sie ab 1965 als Leiterin des Diakonischen Jahres in der Evangelischen Kirche im Rheinland. Im Jahr 1972 kehrte sie nach Frankfurt am Main zurück, wurde Pfarrerin der Paulsgemeinde und Beauftragte für Mission und Ökumene der Propstei Frankfurt am Main.
Mit 63 Jahren, im Jahr 1983, ging Marlies Flesch-Thebesius in den Ruhestand, um ihre beiden Leidenschaften, die Theologie und das Schreiben, miteinander zu verbinden. Von da an widmete sie sich den Biografien christlicher Frauen ihrer Generation, die gegen den Nationalsozialismus aktiv waren. Im Alter von 65 Jahren demonstrierte sie auf der Straße gegen das Apartheid-Regime Südafrikas.
Sie beschäftigte sich intensiv mit dem Verhältnis der christlichen Kirchen und der Theologie zum Judentum und nahm bis ins hohe Alter als Referentin an Tagungen zu dieser Thematik teil. 2005 erhielt sie den Leonore-Siegele-Wenschkewitz-Preis.

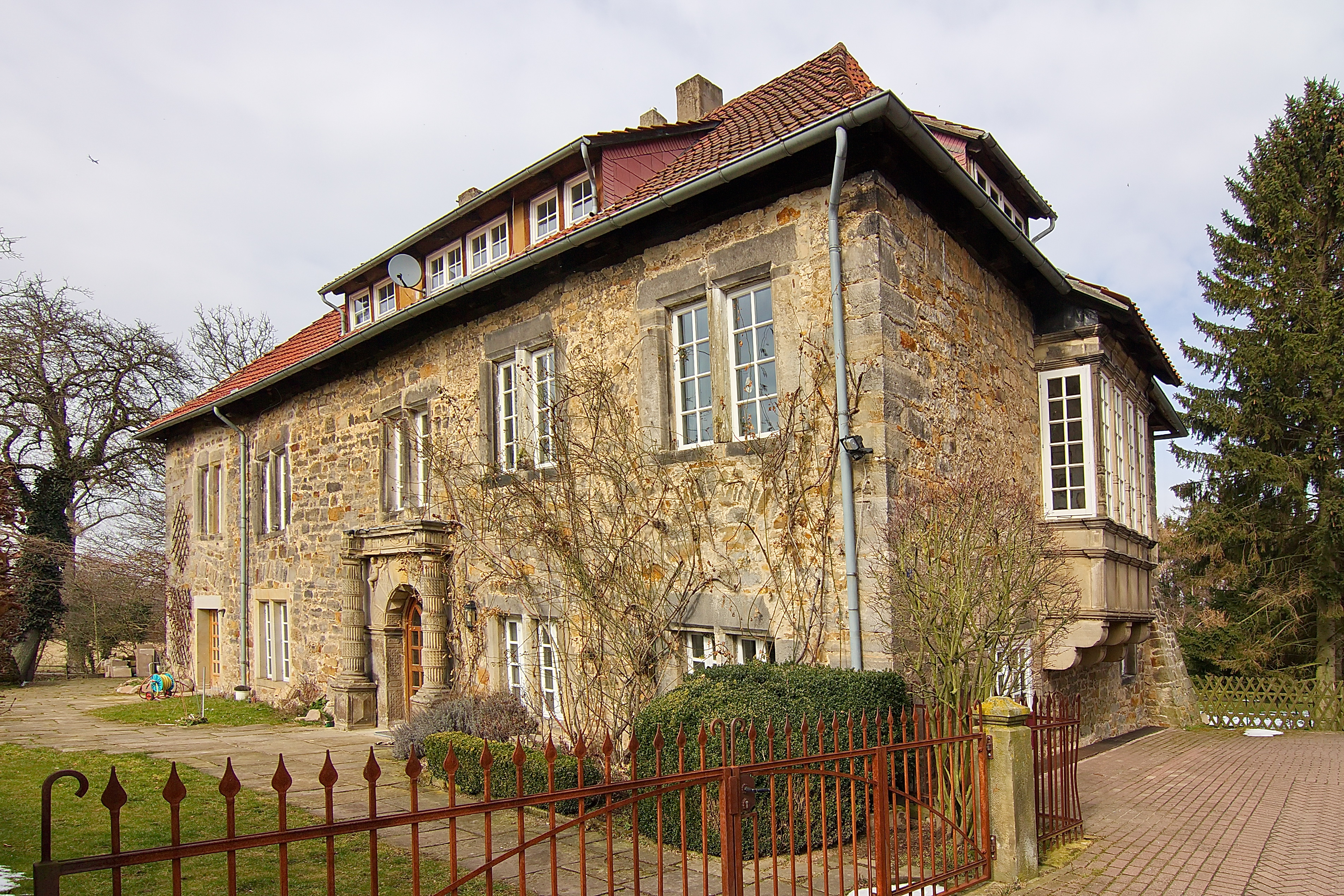
Amtshaus der ehemaligen Wasserburg in Sachsenhagen

### Privates
Bereits 1978 hatte sie zusammen mit der Familie Müller-Reißmann das Amtshaus der ehemaligen Wasserburg Sachsenhagen erworben, welche in den Folgejahren umfassend renoviert wurde. Miteigentümerin Claudia Müller-Reißmann (Tochter von Wolfgang Weber) wurde anschließend von Marlies Flesch-Thebesius adoptiert.

## Audio
- Mein Urgroßvater und ich. Von James Krüss. Hörspiel für Kinder ab 8. Mit Uwe Friedrichsen u. v. a. Bearbeitet von Marlies Flesch-Thebesius. Norddeutscher Rundfunk. Hamburg 1960. (2010) ISBN 978-3-89813-960-1.

## Video
- Enzio Edschmid: Marlies Flesch-Thebesius – Das Widersprüchliche ist Teil des Wahrhaftigen[13]

## Werke
- Ein Gefühl der Fremdheit. Briefwechsel zwischen Elisabeth Schmitz und Karl Barth. In: Manfred Gailus (Hrsg.): Elisabeth Schmitz und ihre Denkschrift gegen die Judenverfolgung. Wichern-Verlag, Berlin 2008, ISBN 978-3-88981-243-8.
- mit Friedrich Karl Barth, Matthias Benad, Folkmar Braun: Weil du krank bist ... Texte, Lieder, Sprüche, Gebete, Bilder zum Betrachten. Eschwege und Schubert, ZDB-ID 2318595-8.
- Getroster Tag. Texte zum Nachdenken. Evangelischer Regionalverband, Frankfurt am Main 1994. ISSN 0016-934X.
- Blume der Steppe. Das Leben der Pfarrerin Erica Küppers 1891–1968. Evangelischer Regionalverband, Frankfurt am Main 1994, ISBN 3-922179-23-1.
- mit Joachim Proescholdt (Hrsg.): Evangelische Persönlichkeiten in Frankfurt am Main: zur 1200-Jahrfeier der Stadt Frankfurt am Main. Evangelischer Regionalverband, Frankfurt am Main 1995, ISBN 3-922179-27-4.
- mit Helga Engler-Heide (Hrsg.): Frauen im Talar. Ein Stück Frankfurter Kirchengeschichte. Evangelischer Regionalverband, Frankfurt am Main 1997, ISBN 3-922179-29-0.
- Hauptsache Schweigen – ein Leben unterm Hakenkreuz. Radius-Verlag, Stuttgart 1988, ISBN 3-87173-770-4; Neuausgabe als Hauptsache Schweigen. Eine Familiengeschichte (Autobiographie 1920–1945) im Societäts-Verlag, Frankfurt am Main 2008, ISBN 978-3-7973-1117-7.
- Zu den Außenseitern gestellt – Die Geschichte der Gertrud Staewen (1894–1987). Wichern-Verlag, Berlin 2004, ISBN 3-88981-159-0.

## Schriften
- Erica Küppers. In: Biographisch-Bibliographisches Kirchenlexikon (BBKL). Band 4, Bautz, Herzberg 1992, ISBN 3-88309-038-7, Sp. 776–777 (Artikel/Artikelanfang im Internet-Archive).